# Wiesenau
Wiesenau település Németországban, azon belül Brandenburgban. Lakosainak száma 1230 fő (2023. december 31.).

## Népesség
A település népességének változása:
| Lakosok száma | 1232 | 1273 | 1243 | 1248 | 1230 |
|               | 2017 | 2019 | 2021 | 2022 | 2023 |